# Bank Centralny Bośni i Hercegowiny
Bank Centralny Bośni i Hercegowiny, CBBH (bośn. Centralna banka Bosne i Hercegovine / Централна банка Босне и Херцеговине) – bośniacki bank centralny z siedzibą w Sarajewie; rozpoczął działalność 11 sierpnia 1997, zastępując Narodowy Bank Bośni i Hercegowiny (NBBH).

## Historia
Wraz z transformacją Republiki Bośni i Hercegowiny w dzisiejszą Bośnię i Hercegowinę, nastąpiła również zmiana banku centralnego. 20 czerwca 1997 bośniacki parlament ustanowił Bank Centralny Bośni i Hercegowiny podmiotem sprawującym pieczę nad nową walutą – marką zamienną. 11 sierpnia 1997 bank rozpoczął działalność.